# 終着駅 (映画)
『終着駅』（しゅうちゃくえき、原題：Stazione Termini、英題：Terminal Station）は、1953年に製作されたイタリアとアメリカの合作映画で、ハリウッドの映画プロデューサー、デヴィッド・O・セルズニックが映画『逢びき』に匹敵するメロドラマを作ろうと、イタリア「ネオレアリズモ」の巨匠ヴィットリオ・デ・シーカ監督を招いて作りあげた恋愛映画の名作。日本でも大ヒットした。キネマ旬報ベストテン第5位。
日本で初公開される前は、題名と同じ意味を表す言葉は「終点」ぐらいしかなかったが、この映画の邦題から「終着駅」という新しい言葉が生まれた。そして、今ではこの映画の題名のみならず、日常でも使われている。このような、外国映画の邦題から日常語になった同じ例として、戦前のフランス映画『巴里祭』がある（「パリ祭」参照）。イタリア語での原題は物語の舞台となったローマ・テルミニ駅（イタリアのターミナル駅の一つ）。ジェニファー･ジョーンズの衣裳デザインはクリスチャン・ディオールが担当した。
編集段階でデ・シーカとセルズニックのあいだで創作上の深刻な対立が生じ、その結果、89分のイタリア版と72分のアメリカ版の、ふたつのバージョンが流通することとなった。アメリカ版には「Indiscretion of an American Wife」という別タイトルが与えられた。
このときの苦い経験から、デ・シーカは二度とハリウッドのプロデューサーと仕事をすることはなかった。
那智わたると市川染五郎（現・二代目松本白鸚）、佐久間良子と役所広司で舞台化もされている。

## ストーリー
米国人の若い人妻メアリー・フォーブスは、断ち切りがたい想いを残してローマの中央駅にやって来た。彼女は妹の家に身を寄せて、数日間ローマ見物をしたのだが、その間に1人の青年と知り合い、烈しく愛し合うようになってしまった。青年はジョヴァンニ・ドナーティという米伊混血の英語教師で、彼の激しい情熱に、メアリーは米国に残してきた夫や娘のことを忘れてしまうほどだったが、やはり帰国する以外になすすべもなかった。妹に電話で荷物を持って来るよう頼み、午後7時に出発するミラノ行の列車にメアリーは席をとった。発車数分前、ジョヴァンニが駆けつけた。彼はメアリーの妹から出発のことを聞いたのだ。彼の熱心なひきとめにあって、メアリーの心は動揺した。彼女はその汽車をやりすごし、ジョヴァンニと駅のレストランへ行った。ジョヴァンニの一途な説得に、メアリーは彼のアパートへ行くことを承知したかに見えたが、丁度出会った彼女の甥のポール少年にことよせて、彼女は身をかわした。ジョヴァンニはメアリーを殴りつけて立ち去った。メァリーとポールは3等待合室に入って、次の8時半発パリ行を待つことにした。そこでメァリーは妊娠の衰弱で苦しんでいる婦人の世話をし、心の落ち着きを取り戻した。ジョヴァンニは強く後悔して、メアリーを求めて駅の中を歩きまわった。プラットホームの端に、ポールを帰して1人たたずむメァリーの姿があった。彼は夢中になって線路を横切り、彼女のそばに駆け寄ろうとした。そのとき列車が轟然と入ってきた。一瞬早くジョヴァンニは汽車の前をよぎり、メアリーを抱きしめた。2人は駅のはずれに1台切り離されている暗い客車の中に入っていった。しばらく2人だけの世界に入って別れを惜しむのも束の間、2人は公安委員に発見され、風紀上の現行犯として駅の警察に連行された。8時半の発車時刻も間近かに迫り、署長の好意ある計らいで2人は釈放された。いまこそメアリーは帰国の決意を固めて列車に乗った。ジョヴァンニは車上で彼女との別れを惜しむあまり、動き出してから飛び降りホームの上に叩きつけられた。列車は闇の中に走り去っていった。

## キャスト
- メアリー・フォーブス - ジェニファー・ジョーンズ： アメリカ人の人妻。
- ジョヴァンニ・ドリア - モンゴメリー・クリフト： 英語教師。
- ポール - リチャード・ベイマー： メアリーの甥。
- 署長 - ジーノ・チェルヴィ

## 日本語吹替
| 役名                 | 俳優                     | 日本語吹替  | 日本語吹替   | 日本語吹替   |
| 役名                 | 俳優                     | NETテレビ版 | 日本テレビ版 | テレビ東京版 |
| -------------------- | ------------------------ | ----------- | ------------ | ------------ |
| メアリー・フォーブス | ジェニファー・ジョーンズ | 里見京子    | 公卿敬子     | 二階堂有希子 |
| ジョヴァンニ・ドリア | モンゴメリー・クリフト   | 山内雅人    | 岸田森       | 有川博       |
| ポール               | リチャード・ベイマー     | 沢井正延    | 塩屋翼       | 中沢佳二     |

- NETテレビ版：初回放映1969年11月29日21:00-22:26 『土曜映画劇場』
- 日本テレビ版：初回放送1974年10月30日21:00-22:55 『水曜ロードショー』
- テレビ東京版：初回放送1983年1月3日23:00-24:51 『淀川長治が選んだ世界名画10時間劇場』